# Mirela Brekalo
Mirela Brekalo (Zagreb, 6. veljače 1956.) hrvatska je kazališna, televizijska i filmska glumica.

## Privatni život
Mirela Brekalo u braku je s glumcem Sinišom Popovićem, s kojim ima sina Luku. Brekalo je 2011. bila jedna od petstotinjak potpisnika inicijative znanstvenika, umjetnika, intelektualaca i javnih djelatnika za promjenu Trga maršala Tita u Zagrebu, koji je kao komunistički diktator bio odgovoran za mnogobrojne smrti i progone za vrijeme svoje diktature.
Glumom se počela baviti u osmom razredu osnovne škole, u nekadašnjem Pionirskom kazalištu, i nakon II. gimnazije u Križanićevoj, 1975. godine, upisala je Akademiju dramskih umjetnosti.

## Filmografija

### Televizijske uloge
- "Punom parom" prva sezona, kao radnica student servisa (1978.)
- "Punom parom" druga sezona, kao medicinska sestra (1980.)
- "Nepokoreni grad" (1982.)
- "Naša kućica, naša slobodica" (1999.)
- "Naši i vaši" kao Milka Rašelić (2000. – 2002.)
- "Naša mala klinika" kao Mimi Mars (2004.)
- "Zlatni vrč" kao Slavica (2004.)
- "Ljubav u zaleđu" kao Ljerka (2005. – 2006.)
- "Bibin svijet" kao gospođa Ravić (2006.)
- "Obični ljudi" kao Jasna Bartulović (2006. – 2007.)
- "Kazalište u kući" kao Nediljka Gaćina (2007.)
- "Odmori se, zaslužio si" kao prodavačica (2007.)
- "Dobre namjere" kao Sunčičina majka (2007.)
- "Stipe u gostima" kao Mare (2008.)
- "Zakon ljubavi" kao Andrea Jandrić (2008.)
- "Bračne vode" kao mušterija (2008.)
- "Mamutica" kao Nada (2009.)
- "Ruža vjetrova" kao Marica Odak (2011. – 2013.)
- "Tajne" kao Eva (2013.)
- "Glas naroda" kao Cvita Gugić (2014. – 2015.)
- "Samo ti pričaj" kao Marija Božić (2015. – 2016.)
- "Patrola na cesti" kao Davorka (2016.)
- "Kad susjedi polude" kao Marta Belanić (2018.)
- "Blago nama" kao Anđa Pavić (2020.)
- "Metropolitanci" kao Stanka Galić (2022.)
- "Mrkomir Prvi" kao gostioničarka (2023.)
- "Oblak u sluzbi zakona" kao Gabi Cmrk (2023. – danas)
- "Kumovi" kao Kaja Mamić (2023.)
- "U dobru i zlu" kao Renata Lukin (2025.)

### Filmske uloge
- "Živi bili pa vidjeli" kao Jela (1979.)
- "Leo i Brigita" kao Brigitina susjeda (1989.)
- "Olovna pričest" (1995.)
- "Šokica" (1996.)
- "Prepoznavanje" kao seljanka (1996.)
- "Duga mračna noć" kao Matina majka (2004.)
- "Pravo čudo" kao mještanka (2007.)
- "Kino Lika" kao Mikeova mama (2008.)
- "Neke druge priče" kao Antonija (2010.)
- "Vikend" kao majka (2011.)
- "Kotlovina" kao Ana (2011.)
- "Takva su pravila" kao Milica (2014.)
- "Život je truba" kao Marija (2015.)
- "Trampolin" kao Patricija (2016.)
- "Ufuraj se i pukni" kao Dragica Švorc (2019.)

### Sinkronizacija
- "Mornar Popaj", "Popaj i sin" kao Oliva
- "Tom i Jerry" kao crnkinja domaćica
- "Scooby Doo i braća Boo" kao Friko i Sadie Mae Scroggins (1995.)
- "Scooby-Doo: Otok Zombija" kao voditeljica emisije (1998.)
- "Barbie Matovilka" kao Mutimira (2002.)
- "Barbie u Krcko oraščiću" kao Sluškinja (2001.)
- "Batman i Superman Film" kao Lois Lane (1997.)
- "Stuart Mali 1" teta Tina i baka Stela (1999.)
- "Kralj lavova 1" (2003.)
- "Pčelica Maja" kao Kasandra i pčela (prva sinkronizacija) (2003.)
- "Shrek 2, 3" kao kraljica Lillian (2004., 2007.)
- "Bambi" (2005.)
- "Tarzan 1, 2" kao Kala (2005.)
- "Madagaskar 1" kao starica i pauk (2005.)
- "Hrabri Pero" kao Elsa (2005.)
- "Dinotopia: Potraga za starim rubinom" kao Rhoga (2005.)
- "Garfield 2: Priča o dvije mačke" kao gospođa Whitney (2006.)
- "Sezona lova" kao Bobi (2006.)
- "Mumini" kao Muminova majka (2006.)
- "Medvjedići dobra srca: Put u Zezograd" kao Dobriša, Božica, Friend Bear i Kirka (2006.)
- "Pusti vodu da miševi odu" kao Tabithina majka, žena i Ritina majka (2006.)
- "Divlji valovi" kao Edna Maverick (2007.)
- "Princeza sunca" kao Maia (2007.)
- "101 dalmatinac" kao Lucy (2008.)
- "WALL-E" kao Meri (2008.)
- "Zvončica" kao Vila Mila (2008.)
- "Priča o mišu zvanom Despero" kao Antoinette (2008.)
- "Sezona lova 2" kao Bobi (2008.)
- "Čimpanze u svemiru" kao dr. Smothers i vanzemaljac (2008.)
- "Legenda o Tarzanu" (2009.)
- "Barbie i tri mušketira" kao Madame Hélène (2009.)
- "Nebesa" kao policajka Edith (2009.)
- "Snjeguljica i sedam patuljaka" kao Kraljica/Vještica (2009.)
- "Planet 51" kao Lemova majka (2009.)
- "101 dalmatinac" kao Neni i sporedni likovi (2010.)
- "Ljepotica i zvijer" kao Gđa. Kamilica (2010., 2017.)
- "Fantazija 2000" kao Angela Lansbury (2010.)
- "Priča o igračkama 2, 3" kao gđa. Krumpiroslav (2010.)
- "Shrek uvijek i zauvijek" kao kraljica Lillian (2010.)
- "Kako je Gru ukrao mjesec" kao Marlena Gru (2010.)
- "Arthur Božić" kao Baka Mraz Margareta (2011.)
- "Merida hrabra" kao Maudie (2012.)
- "Zvončica i tajna krila" kao Vila Mila (2012.)
- "Ledeno doba 4, 5" kao Sidova baka Anka (2012., 2016.)
- "Čudovišta sa sveučilišta" kao Dragica Šljapko (2013.)
- "Snježno kraljevstvo" (2013.)
- "Spašavanje Djeda Mraza" kao gđa. Mraz i reporterka (2014.)
- "Snježna kraljica 2" kao Ormova baka (2014.)
- "Izvrnuto obrnuto" kao Mamina tuga (2015.)
- "Zootropola" kao gospođa Vidrić (2016.)
- "Knjiga o džungli" kao Winifred (2016.)
- "Film Angry Birds" kao Shirley (2016.)
- "Auti 3" kao Luiza Lom (2017.)
- "Teletubbiesi (6-7 sezona)" kao Tubbyfon, računalo fotografske kabine, pismo pozivnice za zabavu i razni ženski likovi u igranim segmentima (6.-7. sezona) (2017.-2018.)
- "Eliot spašava Božić" kao Baka Mraz Korina i regruterka (2018.)
- "Princeza Ema" kao Fiona Bloom (2019.)
- "Mini heroji" kao Anita Moreno (2020.)
- "Petar Zecimir: Skok u avanturu" kao gđa. Tika-Pika i trgovkinja (2021.)
- "Veliki crveni pas Clifford" kao gđa. Crullerman i gđa. McKinley (2021.)
- "Domaća ekipa" kao barmenica JD McGilligana i starica u susjedstvu (2022.)
- "Malci 2: Kako je Gru postao Gru" kao Marlena Gru (2022.)
- "Čovpas" kao policajka Milica (2025.)

## Vanjske poveznice
- Mirela Brekalo u internetskoj bazi filmova IMDb-u (engl.)
- Stranica na Komedija.hr  Arhivirana inačica izvorne stranice od 22. rujna 2020. (Wayback Machine)